# Шепелев, Александр Александрович (историк)
Александр Александрович Шепелев (1840—1887) — генерал-майор, директор канцелярии главноначальствующего гражданской частью на Кавказе, военный историк.

## Биография
Происходил из дворян Черниговской губернии; родился в семье генерала Александра Ивановича Шепелева (1797—1872). Воспитывался в одном из кадетских корпусов и, по окончании курса, поступил в Николаевское инженерное училище.
Выпущенный из училища 16 июня 1859 г. инженер-прапорщиком, он службу свою начал в 3-м сапёрном батальоне, но вскоре был переведён в лейб-гвардии Гренадерский полк. Здесь прослужил он до 1864 года и с этим полком принимал участие в подавлении Польского восстания 1863 года; был награждён орденом св. Анны 4-й степени с надписью «За храбрость».
По возвращении из похода, задумав продолжать дальнейшее своё образование, он в чине подпоручика поступил в Николаевскую академию Генерального штаба. Выпущенный в 1866 г. оттуда с чином штабс-капитана, он зачислен был по Генеральному штабу и назначен на службу в Западно-Сибирский военный округ.
Здесь он занимал должность помощника старшего адъютанта окружного штаба, но служил недолго, так как в конце 1860-х гг. был переведён в Санкт-Петербург и назначен помощником заведующего азиатской частью Главного штаба.
С этого времени начинается собственно более заметная его деятельность и в качестве сотрудника «Русского инвалида» и «Военного сборника», и в качестве администратора. Уже в 1871 году ему поручено было собрать сведения о положении дел в киргизской степи, в Кульджинском крае и на китайской границе, в Оренбургском и Туркестанском военном округах. Проведя в командировке около года, он блестяще выполнил возложенное на него поручение, представив самые полные и точные сведения по всем предложенным ему вопросам. После этого он ещё несколько раз был командирован в разные местности Азиатской России и всегда все порученное ему выполнялось быстро и хорошо. За отличное исполнение этих командировок Шепелев в 1874 году был произведён в полковники.
Во время Турецкой кампании 1877—1878 годов он принял деятельное участие в делах с турками и за выказанную им храбрость и распорядительность был награждён орденом св. Владимира 3-й степени с мечами. В это время он занимал пост Филиппопольского губернатора; после же войны состоял делегатом в Европейской комиссии по устройству Восточной Румелии.
В 1879 году он был вместе с генерал-адъютантом Обручевым был командирован в Болгарию и Восточную Румелию для объявления тамошним жителям Высочайшей воли по поводу выступления наших войск с Балканского полуострова.
14 ноября 1882 года Шепелев был произведён в генерал-майоры (со старшинством с 30 августа 1884 года), а в следующем году назначен директором канцелярии главноначальствующего гражданской частью на Кавказе. В этой должности он состоял в течение пяти лет и скончался внезапно от разрыва сердца во время купания в море в Баку 10 сентября 1887 года, на 47 году от рождения. Тело его погребено в Санкт-Петербурге, на кладбище Новодевичьего монастыря.
Среди прочих наград Шепелев имел ордена св. Анны 3-й степени (1871) и св. Станислава 1-й степени (1884).
Был женат «на вдове после первого брака Елене Федоровне Строльман». Имел сына Леонида (1874—?).

## Избранные сочинения Шепелева
- Рекогносцировка Мусартского прохода в Тянь-Шане // «Известия Географического общества», 1872 г., т. VIII.
- Хивинский поход с картой // «Военный сборник», 1873, № 11—12.
- Военные действия против Коканцев в 1875 и 1876 годах (по официальным донесениям) // «Военный сборник», 1876, № 1—3 (в том же году опубликовано отдельным изданием без указания авторства).